# Chimilin
Chimilin est une commune française située dans le département de l'Isère, en région Auvergne-Rhône-Alpes. La commune de Chimilin est adhérente à la communauté de communes Les Vals du Dauphiné depuis le 1er janvier 2017.
Les habitants sont dénommés les Chimilinois.

## Géographie

### Situation et description
Petite commune du Nord-Isère à vocation essentiellement, Chimilin est positionnée à proximité immédiate de la sortie   10 Chimilin de l'autoroute A43, entre Lyon et Chambéry.

### Climat
Pour des articles plus généraux, voir Climat d'Auvergne-Rhône-Alpes et Climat de l'Isère.
En 2010, le climat de la commune est de type climat des marges montargnardes, selon une étude du Centre national de la recherche scientifique s'appuyant sur une série de données couvrant la période 1971-2000. En 2020, Météo-France publie une typologie des climats de la France métropolitaine dans laquelle la commune est exposée à un climat de montagne ou de marges de montagne et est dans la région climatique Alpes du nord, caractérisée par une pluviométrie annuelle de 1 200 à 1 500 mm, irrégulièrement répartie en été.
Pour la période 1971-2000, la température annuelle moyenne est de 11,8 °C, avec une amplitude thermique annuelle de 17,7 °C. Le cumul annuel moyen de précipitations est de 1 129 mm, avec 9,7 jours de précipitations en janvier et 7,2 jours en juillet. Pour la période 1991-2020, la température moyenne annuelle observée sur la station météorologique de Météo-France la plus proche, « Pont-de-Beauvoisin », sur la commune du Pont-de-Beauvoisin à 7 km à vol d'oiseau, est de 11,8 °C et le cumul annuel moyen de précipitations est de 1 166,3 mm,. Pour l'avenir, les paramètres climatiques de la commune estimés pour 2050 selon différents scénarios d'émission de gaz à effet de serre sont consultables sur un site dédié publié par Météo-France en novembre 2022.

## Urbanisme

### Typologie
Au 1er janvier 2024, Chimilin est catégorisée commune rurale à habitat dispersé, selon la nouvelle grille communale de densité à sept niveaux définie par l'Insee en 2022.
Elle appartient à l'unité urbaine de Les Abrets en Dauphiné, une agglomération intra-départementale regroupant quatre  communes, dont elle est une commune de la banlieue,,. La commune est en outre hors attraction des villes,.

### Occupation des sols
L'occupation des sols de la commune, telle qu'elle ressort de la base de données européenne d’occupation biophysique des sols Corine Land Cover (CLC), est marquée par l'importance des territoires agricoles (61,5 % en 2018), une proportion sensiblement équivalente à celle de 1990 (62,3 %). La répartition détaillée en 2018 est la suivante : 
zones agricoles hétérogènes (37,1 %), terres arables (24,4 %), forêts (21,9 %), zones urbanisées (16,5 %). L'évolution de l’occupation des sols de la commune et de ses infrastructures peut être observée sur les différentes représentations cartographiques du territoire : la carte de Cassini (XVIIIe siècle), la carte d'état-major (1820-1866) et les cartes ou photos aériennes de l'IGN pour la période actuelle (1950 à aujourd'hui).

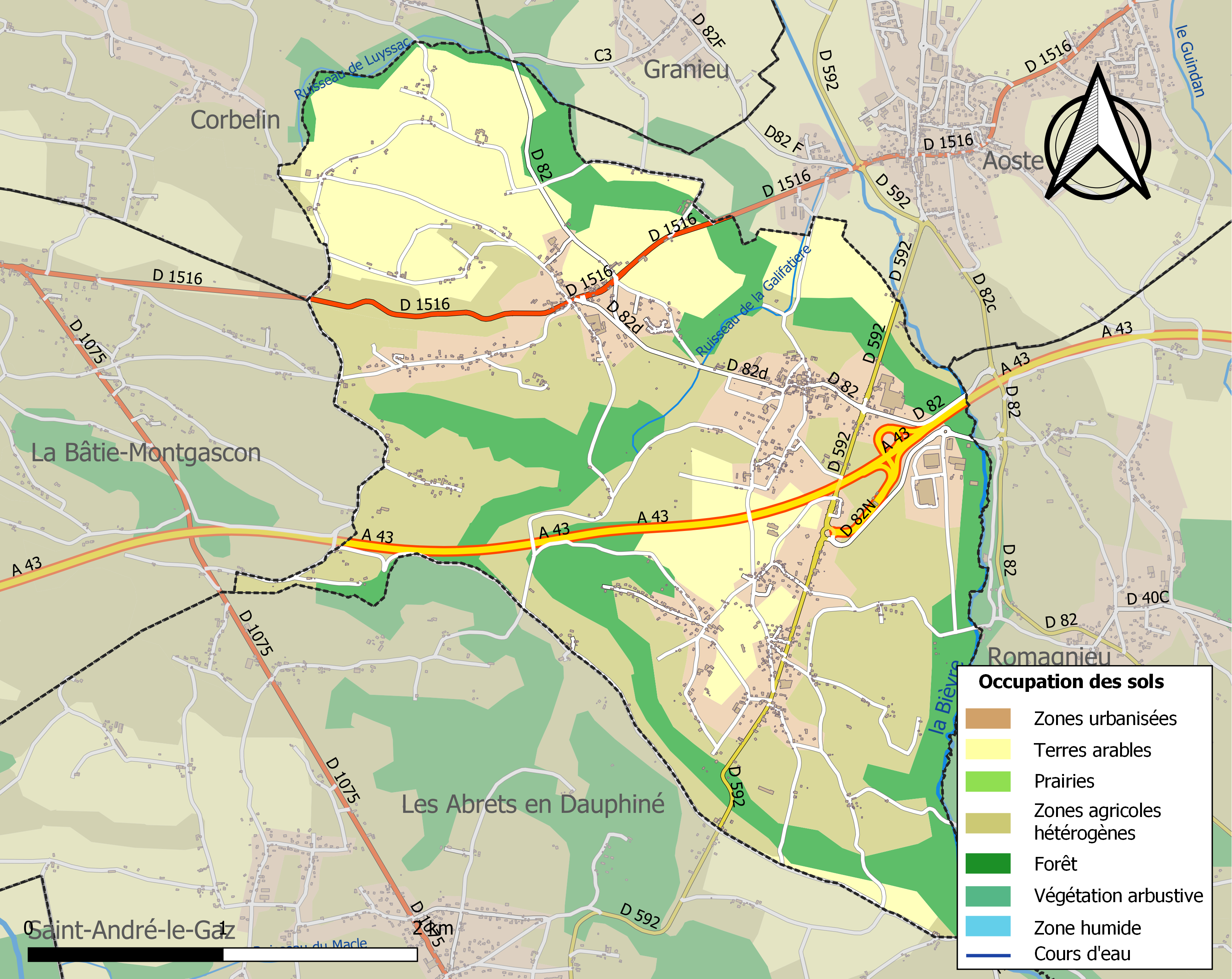
Carte des infrastructures et de l'occupation des sols de la commune en 2018 (CLC).

### Risques naturels et technologiques

#### Risques sismiques
L'ensemble du territoire de la commune de Chimlin est situé en zone de sismicité no 3 (sur une échelle de 1 à 5), comme la plupart des communes de son secteur géographique.
| Type de zone | Niveau            | Définitions (bâtiment à risque normal) |
| ------------ | ----------------- | -------------------------------------- |
| Zone 3       | Sismicité modérée | accélération = 1,1 m/s2                |

## Politique et administration

### Liste des maires
| Période                                  | Période   | Identité         | Étiquette | Qualité                     |
| ---------------------------------------- | --------- | ---------------- | --------- | --------------------------- |
| mars 2008                                | mars 2014 | Robert Arbaretaz |           |                             |
| mars 2014                                | 2020      | Monique Chabert  | MoDem     | Retraitée de l'enseignement |
| 2020                                     | En cours  | Edmond Decoux    |           |                             |
| Les données manquantes sont à compléter. |           |                  |           |                             |

## Population et société

### Démographie
L'évolution du nombre d'habitants est connue à travers les recensements de la population effectués dans la commune depuis 1831. Pour les communes de moins de 10 000 habitants, une enquête de recensement portant sur toute la population est réalisée tous les cinq ans, les populations de référence des années intermédiaires étant quant à elles estimées par interpolation ou extrapolation. Pour la commune, le premier recensement exhaustif entrant dans le cadre du nouveau dispositif a été réalisé en 2004.

En 2022, la commune comptait 1 396 habitants, en évolution de −5,23 % par rapport à 2016 (Isère : +3,07 %, France hors Mayotte : +2,11 %).
| 1831  | 1836  | 1841  | 1846  | 1851  | 1856  | 1861  | 1866  | 1872  |
| ----- | ----- | ----- | ----- | ----- | ----- | ----- | ----- | ----- |
| 1 617 | 1 700 | 1 651 | 1 633 | 1 634 | 1 549 | 1 429 | 1 534 | 1 507 |

| 1876  | 1881  | 1886  | 1891  | 1896  | 1901  | 1906  | 1911  | 1921  |
| ----- | ----- | ----- | ----- | ----- | ----- | ----- | ----- | ----- |
| 1 572 | 1 571 | 1 590 | 1 501 | 1 479 | 1 417 | 1 341 | 1 260 | 1 107 |

| 1926  | 1931  | 1936 | 1946 | 1954 | 1962 | 1968 | 1975 | 1982 |
| ----- | ----- | ---- | ---- | ---- | ---- | ---- | ---- | ---- |
| 1 098 | 1 048 | 977  | 860  | 874  | 843  | 814  | 781  | 942  |

| 1990  | 1999  | 2004  | 2006  | 2009  | 2014  | 2019  | 2022  | - |
| ----- | ----- | ----- | ----- | ----- | ----- | ----- | ----- | - |
| 1 044 | 1 144 | 1 261 | 1 291 | 1 340 | 1 458 | 1 411 | 1 396 | - |

### Enseignement
La commune relève de l'académie de Grenoble.

### Équipements sportifs et culturels
La commune dispose d'une médiathèque.

### Médias
La commune est située sur l'aire de diffusion de radio Ici Isère, une radio publique qui émet sur tout le territoire du département de l'Isère.

### Cultes
La communauté catholique et les églises de la commune (propriété de la commune) dépendent de la paroisse Saint-Jacques de la Marche qui comprend vingt autres églises du secteur. Cette paroisse est rattachée au diocèse de Grenoble-Vienne.

## Culture locale et patrimoine

### Lieux et monuments
- Église paroissiale Saint-Laurent et ses cloches[21].

### Patrimoine culturel
La chocolaterie De Marlieu, fondée par Amédée Arnaud des Essarts en 1906 et renouvelée en 2010, propose des visites guidées,.

### Personnalités liées à la commune
- Pierre-Louis de Leyssin, archevêque d'Embrun, petit-neveu du cardinal de Tencin, prélat mondain, émigre en Suisse en 1790.
- M. Alphonse Belmont, constructeur d'automobiles, est né à Chimilin en 1854. D'ailleurs l'école publique de Chimilin se nomme école Alphonse-Belmont depuis le 19 juin 2010.

### Héraldique
| Blason de Chimilin | Blason  | Parti d'or et d'azur; sur le tout, d'argent au dauphin d'or.                                                                                                |
| Blason de Chimilin | Détails | * Il y a là non-respect de la règle de contrariété des couleurs : ces armes sont fautives (or sur argent). Le statut officiel du blason reste à déterminer. |